# Bras de gitan
Le bras de gitan est un gâteau roulé typique de la pâtisserie catalane. On le trouve en Catalogne en Espagne et dans les Pyrénées-Orientales en France, où il est aussi appelé « bras de Vénus ». On retrouve également des pâtisseries très proches en Amérique latine, en Colombie et au Chili notamment, appelées « bras de reine ».

## Description
Le bras de gitan est composé d'un génoise légère, parfois imbibée de Grand Marnier, roulée et garnie de crème pâtissière ou catalane, puis saupoudrée de sucre glace. Il se sert très frais.
De nombreuses variantes existent : la crème peut être remplacée par de la crème au chocolat ou de la confiture, il peut être glacé au caramel et décoré de fruits confits,.

## Origine du nom
L'origine du nom « bras de gitan » n'est pas établie. Il existe cependant plusieurs hypothèses, aucune n'étant vérifiée.
Ce nom pourrait simplement venir de l'aspect du gâteau qui évoque un avant bras bronzé.
Une autre explication viendrait du fait qu'au XIXe siècle des chaudronniers tziganes proposaient leurs services aux boulangers. Ces derniers leur offraient alors des chutes et restes des gâteaux du jour, enroulés dans un torchon pour le transport. On aurait ainsi souvent vu ce gâteau au bras des gitans.
Une dernière hypothèse voudrait que ce gâteau ait été ramené d’Égypte par un moine. Le nom « Brazo de Gitano » (« bras de gitan » en espagnol) serait une déformation de « Brazo Egipciano » (bras égyptien en espagnol).